# Condado de El Dorado
El condado de El Dorado es un condado del estado de California, Estados Unidos. Tiene una población estimada, a mediados de 2022, de 192 646 habitantes.
La sede del condado es Placerville y la localidad más poblada es El Dorado Hills.
Fue fundado en 1850.

## Geografía
Según la Oficina del Censo, el condado tiene una superficie total de 4626 km², de los cuales 4423 km² corresponden a tierra firme y 203 km² están cubiertos de agua.

### Condados adyacentes
- Condado de Placer (norte)
- Condado de Douglas, Nevada (noreste)
- Condado de Alpine (sureste)
- Condado de Amador (sur)
- Condado de Sacramento (suroeste)

### Localidades

#### Ciudades
- Placerville
- South Lake Tahoe

#### Lugares designados por el censo (census-designated places,CDP)
- Auburn Lake Trails
- Cameron Park
- Camino
- Cold Springs
- Coloma
- Diamond Springs
- El Dorado Hills
- Georgetown
- Grizzly Flats
- Meyers
- Pollock Pines
- Shingle Springs
- Tahoma

## Demografía

### Censo de 2020
Según el censo de 2020, en ese momento el condado tenía una población de 191 185 habitantes. La densidad de población era de 43 hab./km². Había 93 467 viviendas, lo que representaba una densidad de 21/km².
| Raza                   | Núm.    | Porc.  |
| ---------------------- | ------- | ------ |
| Blancos                | 146 624 | 76.7%  |
| Afroamericanos         | 1537    | 0.8%   |
| Amerindios             | 1929    | 1.0%   |
| Asiáticos              | 9200    | 4.8%   |
| Isleños del Pacífico   | 313     | 0.2%   |
| De otras razas         | 9634    | 5.0%   |
| De una mezcla de razas | 21 948  | 11.5%  |
| Total                  | 191 185 | 100.0% |

Del total de la población, el 13.8% eran hispanos o latinos de cualquier raza.

### Censo de 2000
Según el censo de 2000, en ese momento había 156 299 personas, 58 939 hogares y 43 025 familias en el condado. La densidad de población era de 91 personas por milla cuadrada (35/km²). Había 71 278 viviendas, lo que representaba una densidad de 42 por milla cuadrada (16/km²). El 89.71% de los habitantes eran blancos, el 0.52% eran afroamericanos, el 1.0% eran amerindios, el 2.13% eran asiáticos, el 0.13% eran isleños del Pacífico, el 3.55% eran de otras razas y el 2.96% eran de una mezcla de razas. Del total de la población, el 9.32% eran hispanos o latinos de cualquier raza. El 90.5% de la población hablaba inglés y el 6.5% hablaba español como primera lengua.
Había 58 939 hogares, de los cuales el 34.2% tenían niños bajo la edad de 18 años que vivían con ellos, el 60.1% eran encabezados por parejas casadas viviendo juntas, el 8.9% tenían a una mujer divorciada como la cabeza de la familia y el 27.0% no eran familias. El 20.1% de todas las viviendas estaban habitadas por un solo individuo y en el 7.3% residía alguna persona de 65 años de edad o más. El tamaño del hogar promedio era de 2.63 personas y el tamaño promedio de una familia era de 3.04 personas.
La composición por edad era la siguiente: el 26.1% de los habitantes eran menores de 18 años, el 6.8% tenía entre 18 a 24 años, el 27.8% tenía entre 25 y 44 años, el 26.9% tenía entre 45 y 64 años y el 12.4% tenía 65 años de edad o más. La edad promedio era 39 años. Por cada 100 mujeres, había 99.5 varones. Por cada 100 mujeres mayores de 18 años, había 97.3 varones.
Los ingresos medios de los hogares del condado eran de $51 484 y los ingresos medios de las familias eran de $60 250. Los hombres tenían ingresos medios por $46 373 frente a los $31 537 que percibían las mujeres. Los ingresos per cápita del condado eran de $25 560. Alrededor del 5.0% de las familias y el 7.1% de la población estaban por debajo de la línea de pobreza, entre los cuales el 7.6% de los menores de 18 años de edad y el 5.0% de los mayores de 65 años.

## Transporte

### Principales rutas
- U.S Route 50
- Ruta Estatal de California 49
- Ruta Estatal de California 89
- Ruta Estatal de California 193